# فيروس أكارا
فيروس أكارا (بالإنجليزية: Acará virus)‏ هو نوع ضمن جنس الفيروسة البنياوية الطبيعية.